# تیغ‌پشت حشره‌خوار کوهی
تیغ‌پشت حشره‌خوار کوهی(نام علمی: Microgale monticola) نام یک گونه از سرده ریزراسویی‌ها است.